# Чиказька товарна біржа
Чиказька товарна біржа (англ. Chicago Mercantile Exchange, CME) — американська ф'ючерсна біржа, що базується у місті Чикаго. 12 липня 2007 через придбання найстарішої ф'ючерсної біржі світу — Чиказької торгової палати (CBOT) — була об'єднана з нею у найбільший нині діючий торговельний майданчик ф'ючерсами CME Group.
Торги ведуться по декільком основним фінансовим інструментам:
- валютні ф'ючерси (наприклад, на євро та єни);
- ф'ючерси на біржові індекси (наприклад, NASDAQ-100, DJIA);
- процентні ф'ючерси;
- товарні ф'ючерси (на мідь, вовну, цукор, свининячі грудинки, велику рогату худобу, деревину і т.ін.).

До альтернативних інструментів відносять ф'ючерси та опціони на погоду та нерухомісні деривативи.

## Історія

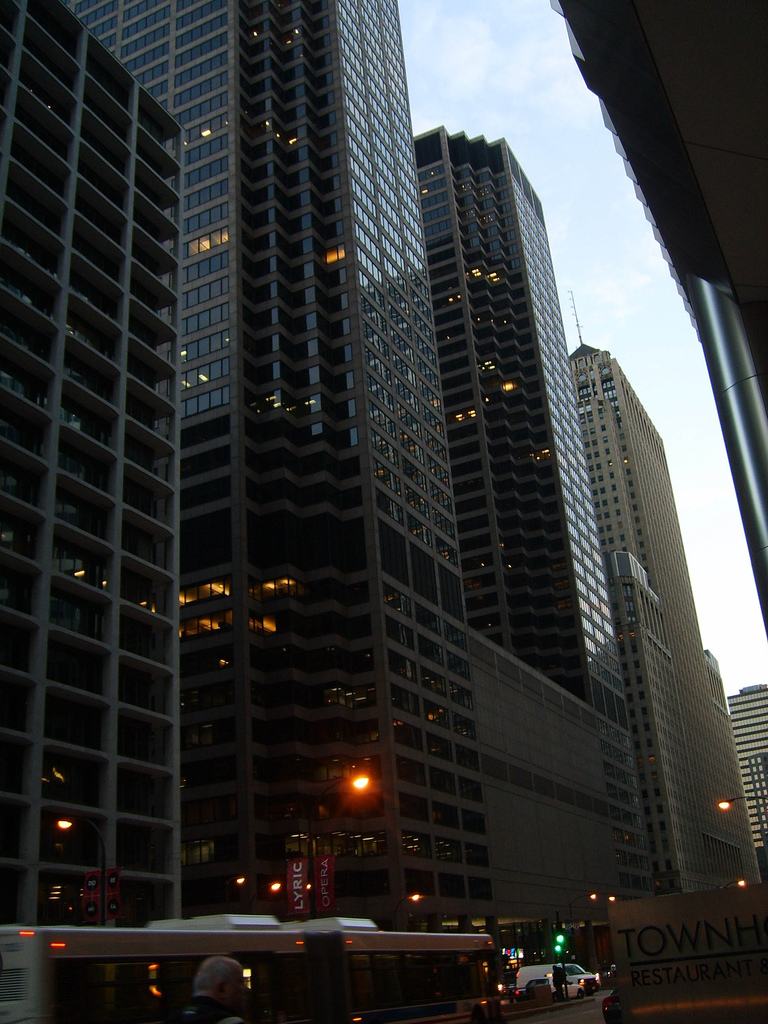
Будинок Чиказької фондової біржі

Заснована у 1898 як некомерційна організація The Chicago Butter and Egg Board (Чиказька масляна та яєчна палата), члени якої торгували ф'ючерсними контрактами на сільськогосподарську продукцію. Із швидким зростанням обсягів торгівлі та збільшенням типів продукції по яким вони проводились, біржу було перейменовано на сьогоднішню її назву у 1919.
Історія біржі насичена інноваціями у сфері торгівлі ф'ючерсами:
1961 — на CME вперше розпочато торгівлю ф'ючерсами на морожене м'ясо — свинячі грудинки;
1964 — вперше відкрито торги ф'ючерсами на живу рогату худобу; 
1972 — вперше відкрито торгівлю валютними ф'ючерсами — на 7 світових валют;
1982 — вперше успішно введено торгівлю ф'ючерсами на біржовий індекс акцій — S&P 500;
1992 — введено в експлуатацію першу глобальну електронну торгову систему Globex, що дозволило значно знизити собівартість торгів (перший цілком електронний ф'ючерс зменшеного обсягу  було введено у 1997 році);
1999 — вперше введенно торги погодними ф'ючерсами та опціонами.
У 2000 перейшла від форми взаємної організації до акціонерного товариства, ставши першим фінансовим ринком США, що здійснив такий перехід.
У 2002 відбулося публічне розміщення акцій компанії на Нью-Йоркській фондовій біржі — таким чином CME стала також першою публічно розміщеною біржею у США.
У 2007 здійснено об'єднання із Чиказькою торговою палатою та утворено CME Group.